# Pretty Man, czyli chłopak do wynajęcia
Pretty Man, czyli chłopak do wynajęcia (ang. The Wedding Date) – film produkcji amerykańskiej z 2005 roku, powstały na podstawie książki Asking for Trouble Elizabeth Young.

## Obsada
- Debra Messing − Kat Ellis
- Dermot Mulroney − Nick Mercer
- Amy Adams − Amy
- Jack Davenport − Edward Fletcher-Wooten
- Sarah Parish − TJ
- Jeremy Sheffield − Jeffrey
- Peter Egan − Victor Ellis
- Holland Taylor − Bunny
- Jolyon James − Woody
- Linda Dobell − Sonja
- Helen Lindsay − ciotka Bea